# Microhílids
Els microhílids (Microhylidae) són una família de granotes que comprèn 413 espècies distribuïdes en 69 gèneres.